# Resolutie 611 Veiligheidsraad Verenigde Naties
Resolutie 611 van de Veiligheidsraad van de Verenigde Naties werd op 25 april 1988 aangenomen. Veertien leden stemden
voor de resolutie. Eén lid, de Verenigde Staten, onthield zich.

## Achtergrond
Toen de Palestijnse Bevrijdingsorganisatie tijdens de Libanese Burgeroorlog gedwongen werd om in 1982 uit Libanon te vertrekken, verkaste de organisatie naar de Tunesische hoofdstad Tunis.
Op 1 oktober 1985 voerde de Israëlische luchtmacht een aanval met precisiebombardementen uit op het aan zee gelegen hoofdkwartier van de PLO. Naast Palestijnen kwamen hierbij ook veel Tunesische burgers om het leven.
In 1987 brak spontaan de eerste intifada uit. De PLO nam de coördinatie van de rellen en de terreur die
ermee gepaard gingen op zich.
Op 16 april 1988 voerde het Israëlische commando Sayeret Matkal een door de Israëlische geheime dienst Mossad geplande operatie uit tegen een PLO-leider in diens huis in Tunis. Khalil Al-Wazir, beter bekend als "Abu Jihad", was de stichter van de Fatah-beweging en was het brein achter vele terreuraanslagen, waaronder de Kustwegaanslag. In 2012 zou Israël de liquidatie toegeven.

## Inhoud
De Veiligheidsraad had de brief van Tunesië over de Israëlische agressie tegen de Tunesische soevereiniteit en territoriale integriteit in beraad genomen, en had de verklaring van de Tunesische Minister van Buitenlandse Zaken gehoord.
De Veiligheidsraad merkte bezorgd op dat de agressie in Sidi Bou Said doden tot gevolg had, in het bijzonder de moord op Khalil Al-Wazir. De Veiligheidsraad herinnerde eraan dat lidstaten geen dreigementen of geweld mochten gebruiken tegen een ander land.
De Veiligheidsraad overwoog dat Israël in 473 veroordeeld werd voor de agressie. De raad was erg bezorgd over de agressie die de vrede in het Middellandse Zeegebied opnieuw bedreigde, en veroordeelde de agressie die op 16 april 1988 plaatsvond tegen Tunesië. De Veiligheidsraad drong er bij de lidstaten op aan om dergelijke daden tegen andere landen te voorkomen.
De Veiligheidsraad was vastberaden deze resolutie ten uitvoer te brengen.
De secretaris-generaal werd gevraagd om alle nieuwe elementen in verband met de agressie met drang te rapporteren.
De Veiligheidsraad besloot om op de hoogte te blijven.

## Verwante resoluties
- Resolutie 608 Veiligheidsraad Verenigde Naties
- Resolutie 609 Veiligheidsraad Verenigde Naties
- Resolutie 613 Veiligheidsraad Verenigde Naties
- Resolutie 617 Veiligheidsraad Verenigde Naties

Lijst ·  607 ·  608 ·  609 ·  610 ·  611 ·  612 ·  613 ·  614 ·  615 ·  616 ·  617 ·  618 ·  619 ·  620 ·  621 ·  622 ·  623 ·  624 ·  625 ·  626